# Anna-Lena Forster
Anna-Lena Forster, född 15 juni 1995 i Radolfzell, är en tysk idrottare som tävlar i monoski.
Forster föddes med endast ett ben och hon behöver en rullstol. Hennes främsta meriter är två guldmedaljer vid paralympiska vinterspelen 2018 och fyra medaljer vid olika världsmästerskap. Under sommaren deltar hon i rullstolsbasket. Året 2014 fick hon Silberne Lorbeerblatt som är Tysklands högsta utmärkelse för idrottare.
Vid Paralympiska vinterspelen 2022 vann hon en guldmedalj i superkombination, en guldmedalj i slalom, en silvermedalj i störtlopp och en silvermedalj i super-G.